# Cosmasterias dyscrita
Cosmasterias dyscrita är en sjöstjärneart som beskrevs av Hubert Lyman Clark 1916. Cosmasterias dyscrita ingår i släktet Cosmasterias och familjen trollsjöstjärnor. Inga underarter finns listade i Catalogue of Life.